# Campionato asiatico maschile di pallamano 1979
Il Campionato asiatico maschile di pallamano 1979 è stata la seconda edizione del torneo organizzato dalla Asian Handball Federation e rivolto a nazionali asiatiche di pallamano maschile. Il torneo si è svolto dal 4 al 9 novembre 1979 in Cina, ospitato nella città di Nanjing.
Il torneo ha visto l'affermazione della nazionale del Giappone per la seconda volta nella sua storia.

## Squadre partecipanti
- Giappone
- Cina
- Kuwait
- Palestina
- India

## Podio
| Pos. | Squadra  |
| ---- | -------- |
| 1°   | Giappone |
| 2°   | Cina     |
| 3°   | Kuwait   |